# Małgorzata Hussar
Małgorzata Hussar (ur. 18 listopada 1950 w Bielsku-Białej) – polska kompozytorka, teoretyczka muzyki, nauczycielka akademicka.

## Życiorys
Studiowała teorię muzyki w Państwowej Szkole Muzycznej w Katowicach w latach 1969–1974, następnie studiowała tamże kompozycję u Henryka Mikołaja Góreckiego w latach 1974–1978. Pracowała na stanowisku asystentki w Katedrze Teorii Muzyki i Folklorystyki Muzycznej w cieszyńskiej Filii Uniwersytetu Śląskiego (w Instytucie Muzyki Filii Uniwersytetu Śląskiego) od 1981 roku. Mieszkała w Bielsku-Białej przy ul. Roztoki 7/17. 
Członek Związku Kompozytorów Polskich.

## Nagrody
- II nagroda za I kwartet smyczkowy na XXII Konkursie Młodych Kompozytorów Związku Kompozytorów Polskich (1979)[1]

- wyróżnienie za Trio smyczkowe na VIII Międzynarodowym Konkursie dla Kompozytorek w Mannheimie (1985)[1]

## Twórczość
Współpracowała z bielskimi teatrami, a także z bielskim Studiem Filmów Rysunkowym, tworzyła muzykę teatralną i filmową. Komponowała w nurcie klasycznego postmodernizmu. Zajmowała się badaniem muzyki ludowej, a także twórczości Béli Bartóka. Wybrane dzieła:
- Sonata na 4 instrumenty (1972)[1]
- Pieśni do słów Kazimiery Iłłakowiczówny na sopran i fortepian (1975)[1]
- Septet (1976)[1]
- Biseptet (1977)[1]
- Melodie natrętne na orkiestrę symfoniczną (1978)[1]
- I kwartet smyczkowy (1979)[1]
- muzyka do filmu Ostatnia kuźnia kos Rzeczypospolitej (1979)[1]
- Jesienne rozmowy na 2 flety i wiolonczelę[1] (1980[1])

- II kwartet smyczkowy (1981)[1]
- Sonata na dwoje skrzypiec (1982)[1]
- Trio smyczkowe (1985)[3]
- Sonata na skrzypce solo (1987)[3]
- Sonata na 2 skrzypiec (1989)[3]
- Sinfonietta (1990)[3]
- Symfonia (1993)[3]
- Concerto na obój i orkiestrę smyczkową (2000)[3]
- Temat z wariacjami na skrzypce i fortepian dla dzieci (2001)[5]